# 한국형 틸팅열차
한국형 틸팅 열차(Tilting Train eXpress, TTX)는 2000년 8월부터 진행 중인 '철도기술연구개발사업'과 '기존선 고속화 실용기술개발사업'의 일환으로 개발되고 있는 대한민국 최초의 틸팅 열차다. 시제차량은 2007년 1월 16일 현대로템 창원 공장에서 공개되었으며 2007년 4월 18일 첫 시험운행에 성공했다.

## 기술적 사양
TTX는 전기기계식 액튜에이터를 적용한 링크식 진자대차를 사용하는 틸팅 열차이다. 틸팅 구동을 위한 곡선 감지는 가속도 및 자이로 센서뿐만 아니라 GPS를 이용한 위성 신호에 의해서도 가능하다. 차체는 한국화이바에서 개발한 카본 허니컴복합재를 일체성형한 차체를 채용하고 있는데, 금속제 차량 수준의 강도로 40% 정도의 중량 절감 효과를 가지고 있는 것이 특징이다. 정설시스템과 성신산업에서 개발한 대차는 원통 적층고무식으로, 2차 서스펜션으로는 공기 용수철을 채용했다. 곡선 진입 전 미리 차체를 기울여 진입함으로써(최대 8°정도 기울여 달릴 수 있다.)원심력을 상쇄하여 기존 차량보다 곡선에서 약 20km/h 이상의 속도향상 효과를 볼 수 있는 것이 특징이다. 집전장치 또한 틸팅시 이선현상을 방지하기 위해 대차와 연동되어 역(逆)틸팅 기능을 수행한다. 집전장치의 하부는 역틸팅을 위해 모터 및 벨트에 의해 구동되는 슬러지(sludge) 구조로 되어 있다.
추진제어시스템은 가변전압 가변주파수 제어(VVVF) 방식의 1유닛의 컨버터 및 인버터가 농형 3상 유도전동기 2대를 일괄 제어하게 되어 있다. 전장품은 우진산전에서 개발하였으며 설계최고속도 200km/h급의 준고속 성능을 낸다. 열차제어시스템에는 TCMS를 틸팅전동차에 알맞게 개량하여 탑재하였다.

## 참고 사항
- TTX는 현대로템에서 개발한 것이 아니며, TTX는 한국철도기술연구원을 중심으로한 컨소시엄의 형태로 개발되어 현대로템 창원공장에서 일부분의 완성차 시험만 했을 뿐 조립제작은 한국화이바에서 이루어졌다.
- TTX는 기술시험차량인 관계로 영업운행에 사용되지 않으며 향후 철도공사에 의한 국내 상용화 여부도 미지수이다.
- 복합재를 채용한 차체는 교육과학기술부의 NET(New Excellent Technology, 신기술인증) 인증을 획득하였다. 차체 측면에 마크가 부착되어 있다.
- 2014년부터 새로운 철도시스템인 LTE-R을 대불선에서 시운전을 진행하고 있다.
- 2015년 8월 25일 오후 17시 09분에 7369호 디젤기관차에 연결되어 나주역에서 의왕역으로 갑종회송되어 한국철도기술연구원 내부 주박기지에 유치되었다.

## 같이 보기
- HSR-350x
- HEMU-430X
- 한국고속철도
- 뉴펜돌리노
- X 2000